# Nederlanders Overzee
Nederlanders Overzee was een documentaireserie, die werd opgenomen in de periode 1980-1986 en door het publieke Veronica uitgezonden in de periode 1983-1986.
De serie behandelde verschillende landen en overzeese gebieden, waar de Hollanders zich in de koloniale periode hadden gevestigd. In totaal werden 14 afleveringen geproduceerd. Het commentaar bij de afleveringen werd ingesproken door DJ Bart van Leeuwen.
Nederlanders Overzee is ook de naam van een stichting die zich inzet voor de belangen van Nederlanders in het buitenland.